# 2024년 하계 올림픽 뉴질랜드 선수단
2024년 하계 올림픽 뉴질랜드 선수단은 2024년 7월 26일부터 8월 11일까지 프랑스 파리에서 열린 2024년 하계 올림픽에 참가한 올림픽 뉴질랜드 선수단이다.

## 출전 선수
| 종목           | 남자 | 여자 | 전체 |
| -------------- | ---- | ---- | ---- |
| 골프           | 2    | 1    | 3    |
| 다이빙         | 0    | 1    | 1    |
| 럭비           | 12   | 12   | 24   |
| 레슬링         | 0    | 1    | 1    |
| 사격           | 1    | 1    | 2    |
| 사이클         | 9    | 11   | 20   |
| 수영           | 4    | 5    | 9    |
| 서핑           | 1    | 1    | 2    |
| 스포츠클라이밍 | 1    | 1    | 2    |
| 승마           | 2    | 2    | 4    |
| 아티스틱스위밍 | 0    | 2    | 2    |
| 역도           | 1    | 0    | 1    |
| 요트           | 6    | 6    | 12   |
| 유도           | 0    | 2    | 2    |
| 육상           | 8    | 9    | 17   |
| 조정           | 9    | 11   | 20   |
| 체조           | 1    | 2    | 3    |
| 축구           | 18   | 18   | 36   |
| 카누           | 5    | 7    | 12   |
| 테니스         | 0    | 2    | 2    |
| 트라이애슬론   | 2    | 2    | 4    |
| 하키           | 16   | 0    | 16   |
| 전체           | 98   | 97   | 195  |

## 메달 집계
| 종목 | 1 | 2 | 3 | 합계 |
| 종목 | ' | ' | ' | '    |
| 종목 | ' | ' | ' | '    |
| 종목 | ' | ' | ' | '    |
| 합계 | ' | ' | ' | '    |

## 종목별 성적

### 골프
남자
여자
- 리디아 고

### 다이빙
여자
- 엘리자베스 루셀

### 사격
남자
여자
- 클로이 티플

### 사이클
남자
여자

### 수영
남자
여자

### 스포츠클라이밍
남자
여자

### 역도
남자
- 데이비드 리티

### 유도
남자
여자
- 시드니 앤드루스

### 육상
남자
- 톰 월시

여자

### 체조
남자
여자

### 테니스
여자

### 하키
남자

## 같이 보기
- 2024년 하계 올림픽